# Gading (Tambaksari)
Gading is een bestuurslaag in het regentschap Soerabaja van de provincie Oost-Java, Indonesië. Gading telt 88.623 inwoners (volkstelling 2010).